# Powódź błotna
Powódź błotna (lawina błotna) – zjawisko hydrologiczne oznaczające zalew terenu płynną masą – błotem składającym się z wody i mineralnych drobin, zawierającym też kamienie, głazy, gałęzie drzew i inne ciała.
Powstaje najczęściej w basenach niewielkich rzek górskich oraz parowach i jarach w czasie ulewnych deszczów lub gwałtownego topnienia śniegów. Niekiedy zdarzają się w rejonie sztucznych zbiorników gromadzących płynne i półpłynne odpady przemysłowe. Ze względu na szybkość przemieszczania się, która może wynosić od 2 do 6 m/s, powodują znaczne zniszczenia pomimo zwykle krótkiego czasu trwania zjawiska (od 1 do 3 godzin).
Powodzie błotne wywołane zjawiskami wulkanicznymi są zwane laharami.